# ساوث تشارلستون
ساوث تشارلستون (فيرجينيا الغربية) (بالإنجليزية: South Charleston, West Virginia) هي مدينة تقع في الولايات المتحدة في مقاطعة كاناوا. يقدر عدد سكانها بـ 13,450 نسمة ومساحتها 22.04 كم2 وترتفع عن سطح البحر 183 متر.

## التركيبة السكانية
قام مكتب تعداد الولايات المتحدة بتحديد بيانات التركيبة السكانية لساوث تشارلستونفي تعداد الولايات المتحدة. في ما يلي، التركيبة السكانية حسب تعدادي 2000 و2010.

### تعداد عام 2000
بلغ عدد سكان ساوث تشارستون 1,850 نسمة بحسب تعداد عام 2000، وبلغ عدد الأسر 732 أسرة وعدد العائلات 519 عائلة مقيمة في القرية. في حين سجلت الكثافة السكانية 1,426.0 نسمة لكل ميل مربع (550.6/كم2). وبلغ عدد الوحدات السكنية 792 وحدة بمتوسط كثافة قدره 610.5 نسمة لكل ميل مربع (235.7/كم2).
وتوزع التركيب العرقي للقرية بنسبة 96.81% من البيض و 0.32% من الأمريكيين الأصليين و 0.49% من الأمريكيين ذوي الأصول الآسيوية و 0.05% من سكان جزر المحيط الهادئ و 1.51% من الأمريكيين الأفارقة و 0.76% من عرقين مختلطين أو أكثر.
بلغ عدد الأسر 732 أسرة كانت نسبة 37.8% منها لديها أطفال تحت سن الثامنة عشر تعيش معهم، وبلغت نسبة الأزواج القاطنين مع بعضهم البعض 53.0% من أصل المجموع الكلي للأسر، ونسبة 13.1% من الأسر كان لديها معيلات من الإناث دون وجود شريك، وكانت نسبة 29.0% من غير العائلات. تألفت نسبة 25.8% من أصل جميع الأسر من أفراد ونسبة 11.5% كانوا يعيش معهم شخص وحيد يبلغ من العمر 65 عاماً فما فوق. وبلغ متوسط حجم الأسرة المعيشية 3.02، أما متوسط حجم العائلات فبلغ 2.53.
بلغ العمر الوسطي للسكان 34 عاماً. وكانت نسبة 28.8% من القاطنين تحت سن الثامنة عشر، وكانت نسبة 9.5% بين الثامنة عشر والأربعة وعشرون عاماً، ونسبة 28.2% كانت واقعةً في الفئة العمرية ما بين الخامسة والعشرون حتى والأربعة وأربعون عاماً، ونسبة 21.0% كانت ما بين الخامسة والأربعون حتى الرابعة والستون، ونسبة 12.5% كانت ضمن فئة الخامسة والستون عاماً فما فوق. يوجد لكل 100 أنثى 87.8 ذكر، ويوجد لكل 100 أنثى في الثامنة عشر من عمرها فما فوق 82.2 ذكر.
بلغ متوسط دخل الأسرة في القرية 38,352 دولار، أما متوسط دخل العائلة فبلغ 46,364 دولار. وكان متوسط دخل الذكور 32,685 دولار مقابل 23,813 دولار للإناث. وسجل دخل الفرد الخاص بالقرية 16,940 دولار. وكانت نسبة 7.0% من العائلات ونسبة 8.4% من السكان تحت خط الفقر، وكان من هؤلاء نسبة 6.9% تحت سن الثامنة عشر ونسبة 6.1% في الخامسة والستين من العمر وما فوق.

### تعداد عام 2010
بلغ عدد سكان ساوث تشارلستون 13,450 نسمة بحسب تعداد عام 2010، وبلغ عدد الأسر 6,283 أسرة وعدد العائلات 3,675 عائلة مقيمة في المدينة. في حين سجلت الكثافة السكانية 1,767.4 نسمة لكل ميل مربع (682.4/كم2). وبلغ عدد الوحدات السكنية 6,819 وحدة بمتوسط كثافة قدره 896.1 لكل ميل مربع (346.0/كم2).
وتوزع التركيب العرقي للمدينة بنسبة 86.9% من البيض و 0.3% من الأمريكيين الأصليين و 1.1% من الأمريكيين ذوي الأصول الآسيوية و 8.4% من الأمريكيين الأفارقة و 3.0% من عرقين مختلطين أو أكثر.
بلغ عدد الأسر 6,283 أسرة كانت نسبة 26.1% منها لديها أطفال تحت سن الثامنة عشر تعيش معهم، وبلغت نسبة الأزواج القاطنين مع بعضهم البعض 39.6% من أصل المجموع الكلي للأسر، ونسبة 15.5% من الأسر كان لديها معيلات من الإناث دون وجود شريك، بينما كانت نسبة 3.4% من الأسر لديها معيلون من الذكور دون وجود شريكة وكانت نسبة 41.5% من غير العائلات. تألفت نسبة 36.0% من أصل جميع الأسر من أفراد ونسبة 13.4% كانوا يعيش معهم شخص وحيد يبلغ من العمر 65 عاماً فما فوق. وبلغ متوسط حجم الأسرة المعيشية 2.77، أما متوسط حجم العائلات فبلغ 2.14.
بلغ العمر الوسطي للسكان 42.3 عاماً. وكانت نسبة 20.9% من القاطنين تحت سن الثامنة عشر، وكانت نسبة 6.5% بين الثامنة عشر والأربعة وعشرون عاماً، ونسبة 25.7% كانت واقعةً في الفئة العمرية ما بين الخامسة والعشرون حتى والأربعة وأربعون عاماً، ونسبة 29.5% كانت ما بين الخامسة والأربعون حتى الرابعة والستون، ونسبة 17.6% كانت ضمن فئة الخامسة والستون عاماً فما فوق. وتوزع التركيب الجنسي للسكان بنسبة 45.7% ذكور و54.3% إناث.